# Shahe (Changping)

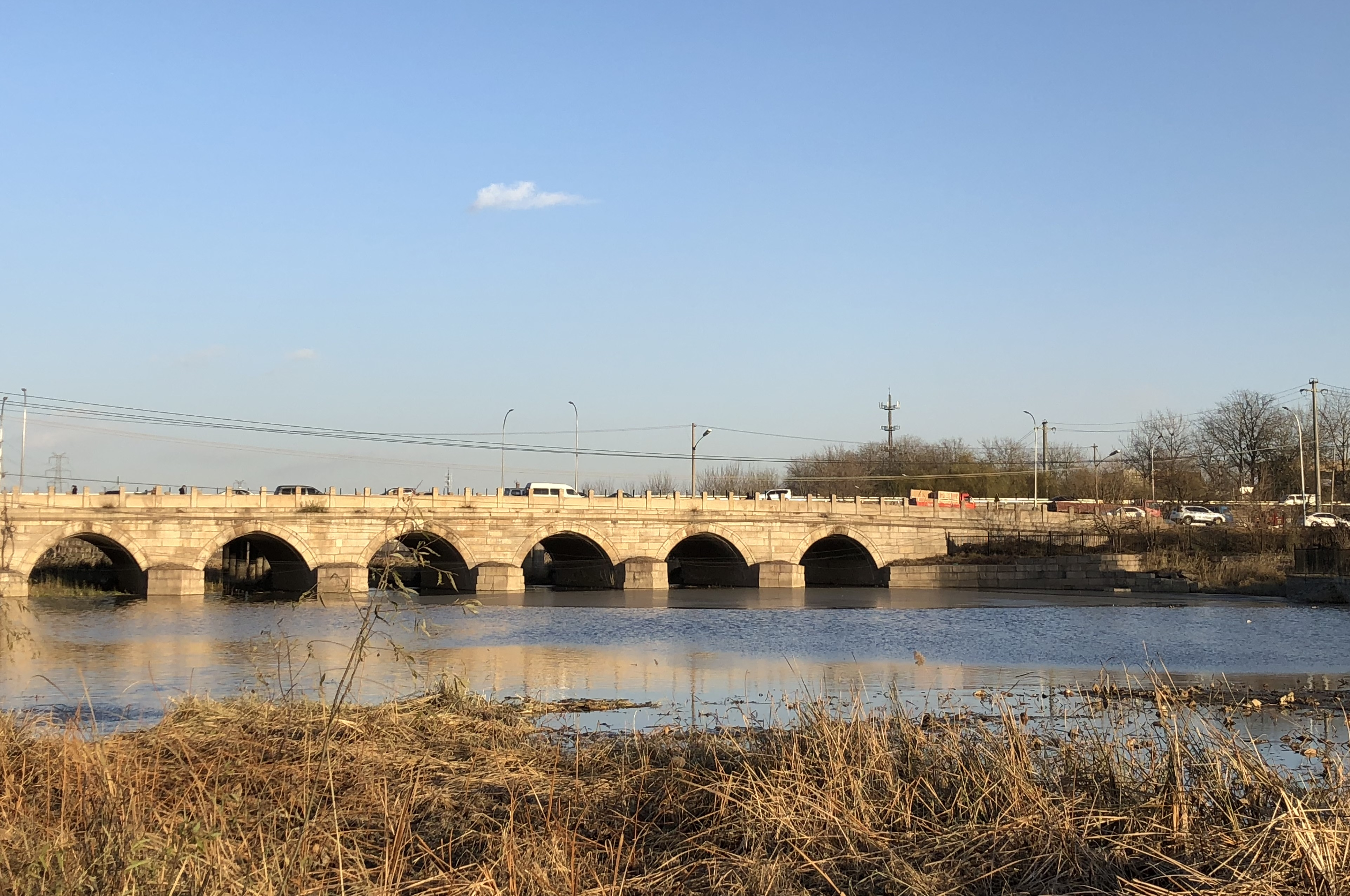
Chaozong-Brücke

Shahe (chinesisch 沙河地區辦事處 / 沙河地区办事处, Pinyin Shāhé Dìqū Bànshìchù) ist ein Gebietsbüro (eine Übergangsstufe von der Großgemeinde zum Straßenviertel) im Stadtbezirk Changping der Regierungsunmittelbaren Stadt Peking. Shahe hat eine Fläche von 58,3 km² und 110.808 Einwohner (Ende 2010).
In Shahe befindet sich die Ruine der Gonghua-Festung (巩华城), ein Mitte des 16. Jahrhunderts unter Kaiser Zhu Houcong erbauter Reisepalast. Unweit davon befindet sich die steinerne Chaozong-Brücke (朝宗桥) aus dem Jahr 1447, die über den dem Gebietsbüro den Namen verleihenden Beishahe (北沙河, „Nördlicher Sandfluss“) zu den Mausoleen der Ming-Kaiser führt (cháozōng bedeutet „Ahnherren der Dynastie“).

## Geschichte
Die Geschichte von Shahe als Verwaltungseinheit beginnt im Jahr 1958, als dort die Volkskommune Rote Fahne (红旗公社) gegründet wurde. 1961 wurde diese nach dem Nördlichen und Südlichen Sandfluss, die sich beim heutigen Golfclub zum Wenyu-Fluss vereinigen, in „Volkskommune Sandfluss“ (沙河公社) umbenannt. 1983 wurde die Volkskommune im Zuge der Reform- und Öffnungspolitik aufgelöst und in die Gemeinde Shahe umgewandelt, die Ende 1986 zur Großgemeinde hochgestuft wurde. 1990 wurde das Gebiet südlich des Nördlichen Sandflusses abgespalten und dort eine eigene Großgemeinde eingerichtet, nach der Festung, wo die Ming-Kaiser rasteten, wenn sie die Gräber ihrer Ahnen besuchten, „Großgemeinde Gonghua“ (巩华镇, „China konsolidieren“) genannt. im Dezember 1997 wurde die Großgemeinde Gonghua wieder aufgelöst und die ihr unterstehenden Dörfer in Shahe integriert.
Im Zuge der Verstädterung der Pekinger Außenbezirke werden die alten Gemeinden und Großgemeinden Schritt für Schritt in sogenannte „Gebietsbüros“ (地区办事处, Pinyin Dìqū Bànshìchù) umgewandelt, um dann nach einer gewissen Übergangszeit zu Straßenvierteln zu werden.
1999 wurde die Großgemeinde Shahe in ein solches Gebietsbüro umgewandelt, die Gemeindeverwaltung im Dorf Fengshan behielt aber daneben noch das alte Türschild 沙河镇政府/„Regierung der Großgemeinde Shahe“.
Am 1. November 2018 führte das Staatliche Amt für Statistik der Volksrepublik China Shahe dann nur noch als Gebietsbüro.

## Administrative Gliederung
Shahe setzt sich aus 21 Einwohnergemeinschaften und 22 Verwaltungsdörfern zusammen (Stand 2018). Diese sind:
| Einwohnergemeinschaft Nanyi (南一社区) Einwohnergemeinschaft Dongyi (东一社区) Einwohnergemeinschaft Xi’er (西二社区) Einwohnergemeinschaft Bei’er (北二社区) Einwohnergemeinschaft Zhanqianlu (站前路社区) Einwohnergemeinschaft Shayanglu (沙阳路社区) Einwohnergemeinschaft Baoli Law Lan Xianggu (保利罗兰香谷社区) Einwohnergemeinschaft Zhaofeng Jiayuan (兆丰家园社区) Erste Einwohnergemeinschaft Beijie Jiayuan (北街家园第一社区) Zweite Einwohnergemeinschaft Beijie Jiayuan (北街家园第二社区) Dritte Einwohnergemeinschaft Beijie Jiayuan (北街家园第三社区) Einwohnergemeinschaft Bishui Zhuangyuan (碧水庄园社区) Einwohnergemeinschaft Yushanjienan (于善街南社区) Einwohnergemeinschaft Guanfangyuan (冠芳园社区) Einwohnergemeinschaft Wufu Jiayuan (五福家园社区) | Einwohnergemeinschaft Gonghua Xincun (巩华新村社区) Einwohnergemeinschaft Yanlan Xinchen (滟澜新宸社区) Erste Einwohnergemeinschaft Hengdaxingfu Jiayuan (恒大幸福家园第一社区) Zweite Einwohnergemeinschaft Hengdaxingfu Jiayuan (恒大幸福家园第二社区) Einwohnergemeinschaft Lusongjie (路松街社区) Einwohnergemeinschaft Zijing Xianggu (紫荆香谷社区) Dorf Xishatun (西沙屯村) Dorf Laoniuwan (老牛湾村) Dorf Nanyi (南一村) Dorf Dongyi (东一村) Dorf Xi’er (西二村) Dorf Bei’er (北二村) Dorf Xinlitun (辛力屯村) Dorf Luzhuang (路庄村) | Dorf Caihe (踩河村) Dorf Fengshan (丰善村), Sitz des Gebietsbüros Dorf Yuxinzhuang (于辛庄村) Dorf Manjing Dongdui (满井东队村) Dorf Manjing Xidui (满井西队村) Dorf Songlanpu (松兰堡村) Dorf Wangzhuang (王庄村) Dorf Xiaozhai (小寨村) Dorf Dawa (大洼村) Dorf Qiliqu Nan (七里渠南村) Dorf Qiliqu Bei (七里渠北村) Dorf Baigezhuang (白各庄村) Dorf Dougezhuang (豆各庄村) Dorf Xiaoshahe (小沙河村) |

## Wissenschaft und Militär

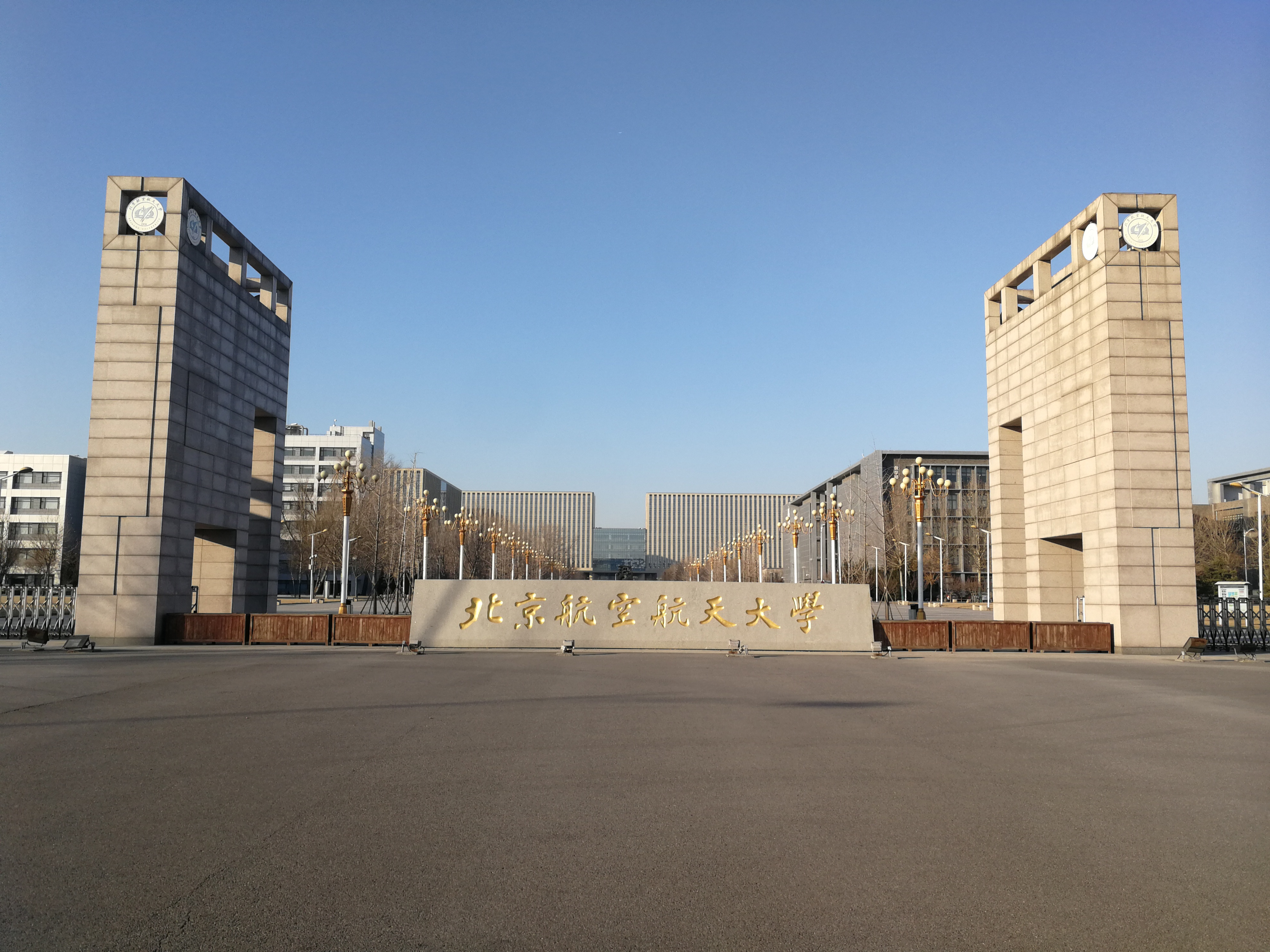
Campus Shahe der Universität für Luft- und Raumfahrt Peking

Da die Pekinger Universitäten unter ständiger Platznot litten, schlug die Stadtregierung, unterstützt vom Ortsverband Peking der KPCh, im Jahr 1999 vor, an zwei bis drei Orten in den Außenbezirken der Stadt sogenannte „Hochschulparks“ (高教园区) mit jeweils 8000–10.000 mu, also 533–667 ha einzurichten. Nach einer längeren Planungs- und Beratungsphase wurde schließlich im Oktober 2001 der Bau solcher Hochschulparks im Gebietsbüro Liangxiang des Stadtbezirks Fangshan im Süden der Stadt, sowie in Shahe, im Norden, genehmigt. Die Fläche des Hochschulparks Shahe (沙河高教园区, Pinyin Shāhé Gāojiào Yuánqū) wurde mit 799,72 ha deutlich größer als ursprünglich angedacht. Mit einer Investition von 28 Milliarden Yuan, von denen bis 2015 etwa 23 Milliarden ausgegeben waren, was von der Kaufkraft her 23 Milliarden Euro entspricht, sollen dort Außenstellen von 7 Hochschulen mit insgesamt 70 Instituten eingerichtet werden, mit Wohnheimen für 150.000 Studenten und Dozenten.
Bislang haben sich im Hochschulpark Shahe folgende Universitäten mit Außenstellen angesiedelt:
- Zentrale Universität für Finanzwesen und Wirtschaft (2009)[7]
- Universität für Luft- und Raumfahrt Peking (2010)
- Hochschule für Auswärtige Angelegenheiten (2012)[8]
- Universität für Post- und Fernmeldewesen Peking (2015)[9]
- Chinesische Universität für Bergbau und Technologie (2017)[10]
- Pädagogische Universität Peking (2018)[11]

Außerdem betreibt die Hochschule für Raumfahrttechnik der Strategischen Kampfunterstützungstruppe der Volksbefreiungsarmee, die ihren Hauptsitz in Huairou hat, eine Zweigstelle in Shahe.
Im Nordwesten von Shahe, zwischen 6. Ringstraße und der Autobahn Peking–Lhasa, liegt die Nationale Gründerbasis für Ingenieurwissenschaften und Technologie von Zhongguancun (中关村国家工程技术创新基地), auch „Changping-Park“ (昌平园) genannt. Neben PetroChina mit einem Forschungszentrum hat sich auf dem 398,88 ha großen und mit einer Investition von 30 Milliarden Yuan erschlossenen Gelände
unter anderem die Universität für Wissenschaft und Technik Peking mit ihrem Nationalen Zentrum für Werkstoffprüfung (国家材料服役安全科学中心) sowie einem Gründerpark mit sieben Versuchswerkstätten für Hochdruck- und Hochtemperaturexperimente etc. angesiedelt.
Im Süden des Gebietsbüros liegt die ehemalige Beobachtungsstation Shahe des Astronomischen Observatoriums Peking. 2002, nach der Gründung der Nationalen Astronomischen Observatorien der Chinesischen Akademie der Wissenschaften, stellte die Beobachtungsstation, die schon seit dem Halleyschen Kometen 1986 zusätzlich als Volkssternwarte gedient hatte, ihren Betrieb ein und wurde in ein Erlebnismuseum umgewandelt.